# Wendie Renard
Wendie Thérèse Renard (Martinica, 20 de julho de 1990) é uma futebolista profissional francesa que atua como defensora. Atualmente, joga pelo Lyon, onde é uma das principais jogadoras.

## Carreira
Wendie Renard fez parte do elenco da Seleção Francesa de Futebol Feminino, nas Olimpíadas de 2012 e 2016. 
Atualmente joga na equipe francesa Olympique Lyonnais, é a 3° jogadora de futebol mais bem paga do mundo.

## Títulos

### Olympique Lyonnais
- Campeonato Francês de Futebol Feminino - D1 Féminine: 2012/13, 2013/14, 2014/15, 2015/16, 2016/17, 2017/18 e 2018/19
- Liga dos Campeões da Europa Feminina: 2011/12, 2015/16, 2016/17, 2017/18 e 2018/19